# Suunto

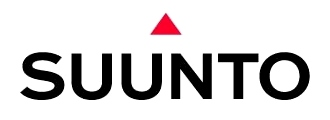
Suuntos logo.

Suunto är ett finskt företag som grundades 1936 av orienteraren och uppfinnaren Tuomas Vohlonen. Företagets huvudkontor ligger i Vanda, Finland och deras produkter säljs i över 100 länder, och de har mer än 300 människor anställda världen över. Bolaget tillverkar sportklockor och kompasser och ingår i Amer Sports.